# تونه مصلی
تونهِ مُصَلی نام کشتزاری است در جنوب دهستان کوخرد از توابع بخش کوخرد شهرستان بستک و در غرب استان هرمزگان در جنوب ایران. این کشتزار در کوه زیر واقع می‌باشد. این کشتزار زمین پهناوری دارد که در حدود ۳۰ من بذر افکن دیم دارد، در مواسم باران و در دوران گذشته و در قدیم‌الزمان در زمینهایش جو و گندم می‌کاشته‌اند.

## محدوده تونهِ مُصَلی
محدوده تونهِ مُصَلی از شمال دره تونه مصلی، از جنوب (چُک) ةتونهِ مُصَلی و پر (تَوُه)، از مغرب (پشتخه دیوونی)، و از سمت مشرق به گری امبرو محدود می‌گردد.

## پرندگان در تونهِ مُصَلی
تونهِ مُصَلی زیستگاه پرندگان گوناگونی است. بعلت وجود درختهای گوناگون و تنومند مانند سمر و کنار و نزدیک بودن به چشمه‌های آب شیرین که در نهرهای کوچک (آودون)های گری امبرو وجود دارد، در فصل‌های گوناگون پرندگان روی شاخه‌های آن درختها لانه می‌سازند،
از انواع پرندگان که در کشتزار تونهِ مُصَلی زندگی می‌کنند می‌توان از کبک، قُمری، بادخور، تیهو، خضیری (کراشکین)، بوکلو و «مرغ سلیمان» یا هدهد، بلبل وصدها انواع پرنده کوچک وکوهستانی نام برد که به‌ویژه در فصل زمستان و بهار با آواز دلنشین خود این منطقه کوهستانی را شاد می‌کنند.

## فصل زمستان و بهار
در فصل زمستان و بعد از باریدن باران گل‌های زیبائی در تونهِ مُصَلی می‌روید، و در فصل بهار بعد از اینکه گل‌ها شکوفه‌های خود را باز می‌کنند جلوه و زیبایی دیگری به کشتزار می‌دهند. گل‌های «هلول» بارنگ بنفشه‌ای اش سرتاسر تونهِ مُصَلی را نیلگون می‌سازد و
یک منظره‌ای دل‌انگیز و شاعرانه به وجود می‌آورد. همچنین دمبل (خیر) و اَکال نیز یافت می‌شود.
در فصل زمستان و بهار در آنجا خوردنی‌هایی مانند تُرُشُه و کُمپُر و مِیَل به گونه‌ای بسیار لذیذ درست می‌شود.

## گیاهان دارویی
همچنین گیاهان دارویی و مفید نیز در تونهِ مُصَلی بعد از باریدن باران می‌روید مانند: استقدوس، بَرزو، پوده، خارشتر، خاکشیر، آویشن دریمه، زرو، سره برزه، شربتو، گنیس، کریشکو، کمو، گل عالی عمر، و همچنین گل‌های دیگری نیز مانند گُل زَرد و شَبنَبُو نیز وجود دارد.

## فهرست منابع و مآخذ
- محمدیان، کوخردی، محمد، “ «به یاد کوخرد» “، ج۲. چاپ اول، دبی: سال انتشار ۲۰۰۳ میلادی.
- محمدیان، کوخردی، محمد،  (شهرستان بستک و بخش کوخرد) ، ج۱. چاپ اول، دبی: سال انتشار ۲۰۰۵ میلادی.
- الکوخردی، محمد، بن یوسف، (کُوخِرد حَاضِرَة اِسلامِیةَ عَلی ضِفافِ نَهر مِهران Kookherd, an Islamic District on the bank of Mehran River) الطبعة الثالثة، دبی: سنة ۱۹۹۷ للمیلاد.